# Hymenophyllum ferax
Hymenophyllum ferax är en hinnbräkenväxtart som beskrevs av V. d. Bosch. Hymenophyllum ferax ingår i släktet Hymenophyllum och familjen Hymenophyllaceae. Inga underarter finns listade.